# Post Malone
Austin Richard Post (sinh ngày 4 tháng 7 năm 1995), còn được biết tới với nghệ danh Post Malone, là nam rapper, ca sĩ, nhạc sĩ, nhạc công guitar và nhà sản xuất âm nhạc người Mỹ. Được biết đến với khả năng sáng tác nhạc nội tâm và phong cách hát súc tích, Post được yêu mến bởi khả năng kết hợp nhiều dòng nhạc bao gồm hip hop, R&B, pop, trap, rap rock và country. Anh lần đầu được công chúng biết đến vào tháng 2 năm 2015 sau khi ra mắt đĩa đơn mở màn "White Iverson". Tháng 8 cùng năm, Malone kí hợp đồng thu âm với hãng Republic Records. Nghệ danh của anh ấy có nguồn từ họ của anh và rap name generator.

## Danh sách album
- Stoney (2016)
- Beerbongs & Bentleys (2018)
- Hollywood's Bleeding (2019)
- Twelve Carat Toothache (2022)
- Austin (2023)
- F-1 Trillion (2024)